# Drassyllus khajuriai
Drassyllus khajuriai är en spindelart som beskrevs av Benoy Krishna Tikader och Gajbe 1976. Drassyllus khajuriai ingår i släktet Drassyllus och familjen plattbuksspindlar. Inga underarter finns listade i Catalogue of Life.